# Chersina angulata
Chersina angulata é uma espécie de tartaruga encontrada em áreas secas e vegetação  matagal costeira na África do Sul. Esta tartaruga faz parte do  único conhecido membro do gênero Chersina.

## Nome e taxonomia
Esta espécie é altamente distinta e agora é classificada por si mesma, no monotípico gênero Chersina. Embora difira consideravelmente de todas as outras espécies de tartaruga, seus parentes mais próximos, de acordo com estudos filogenéticos, são as minúsculas espécies de tartaruga "Homopus]", com as quais compartilha o habitar da África Austral.
Internacionalmente é conhecido pelos dois nomes de tartaruga "angulada" e "gurupés". No entanto, localmente na África do Sul, ela é uniformemente conhecida como a tartaruga "angulada" em inglês e como  rooipens skilpad  ("tartaruga de barriga vermelha") em Afrikaans.

## Descrição

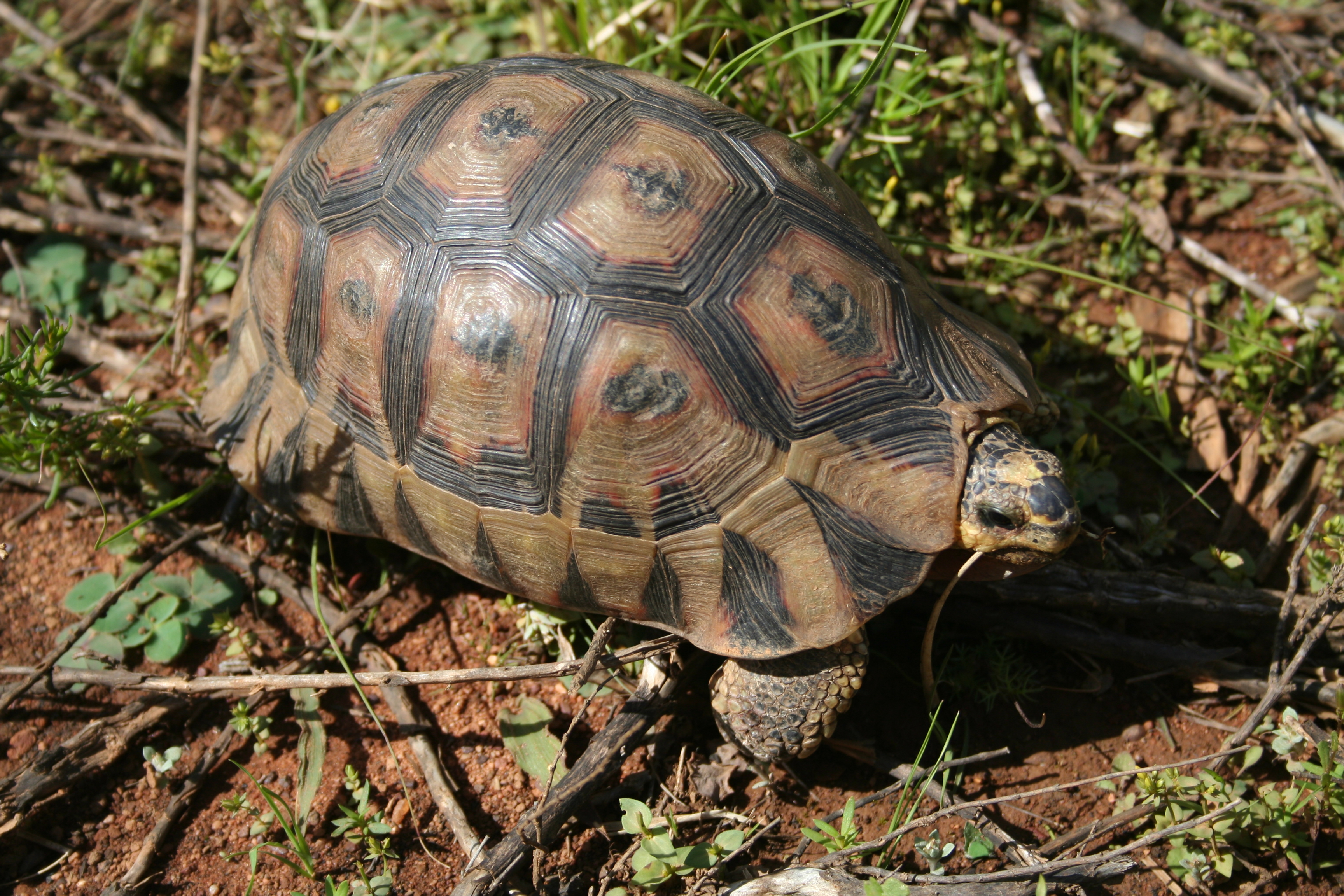
Um espécime totalmente crescido, em seu habitat natural de matagal fynbos.

### Identificação
Uma tartaruga pequena e tímida com uma carapaça relativamente variável, eles podem frequentemente ser distinguidos por seus "gurupés proeminentes", que são protuberâncias dos escudos "gulares", de seus plastrões s sob o queixo.
Eles são usados por homens para lutar por território ou por mulheres. Excepcionalmente, esta espécie tem apenas um escudo gular sob o queixo; todas as outras tartarugas da África Austral têm uma gular dividida / dupla escala. Os espécimes angulados têm cinco garras nas patas dianteiras e quatro em cada uma das patas traseiras. Eles também, como a maioria das outras tartarugas da África Austral, têm um escudo nucal.

### Variação regional
Há uma variação regional considerável nesta espécie de tartaruga. Os angulados da costa oeste do sul da África tendem a ter uma cor avermelhada, especialmente na parte inferior de sua concha (de onde vem seu nome em Afrikaans de rooipens ou "barriga vermelha"). Espécimes do interior da região Karoo são geralmente mais escuros, e alguns são conhecidos por serem uniformemente pretos. Ao leste de sua distribuição, os indivíduos são geralmente menores e têm uma cor mais clara. Essas tendências podem ser diluídas pela mistura, entretanto, e em todas as populações os indivíduos tendem a assumir uma cor marrom uniforme na velhice.

### Perigos domésticos
Se o jardim for suburbano, ele deve ser bem murado, para que a tartaruga não perambule pelas ruas próximas e pelo tráfego.
propriedade também não deve ter piscina, pois as tartarugas anguladas não podem nadar (ao contrário de muitas espécies de tartarugas maiores) e irão se afogar se cair em águas profundas. Os cães domésticos são uma ameaça para as tartarugas em cativeiro, que costumam ser gravemente feridas ou mortas após serem severamente mastigadas.
Se mantidos em grupos, as fêmeas nunca entram em conflito, porém os machos são ferozmente territoriais e lutarão entre si em qualquer oportunidade. Os machos devem, portanto, ser mantidos separados de outros machos.